# Molophilus uncinatus
Molophilus uncinatus är en tvåvingeart som beskrevs av Günther Theischinger 1988. Molophilus uncinatus ingår i släktet Molophilus och familjen småharkrankar. Inga underarter finns listade i Catalogue of Life.